# David Petraeus
David Howell Petraeus (7. listopadu 1952, Orange County, New York, Spojené státy americké) je bývalý americký čtyřhvězdičkový generál a bývalý ředitel Ústřední zpravodajské služby (CIA).

## Studia
V roce 1987 obhájil titul Ph.D. na Princentonské universitě v oboru mezinárodních vztahů.
Petraeus vystudoval United States Military Academy ve West Pointu.

## Kariéra
V armádě sloužil od roku 1974, od roku 2007 v hodnosti generála.

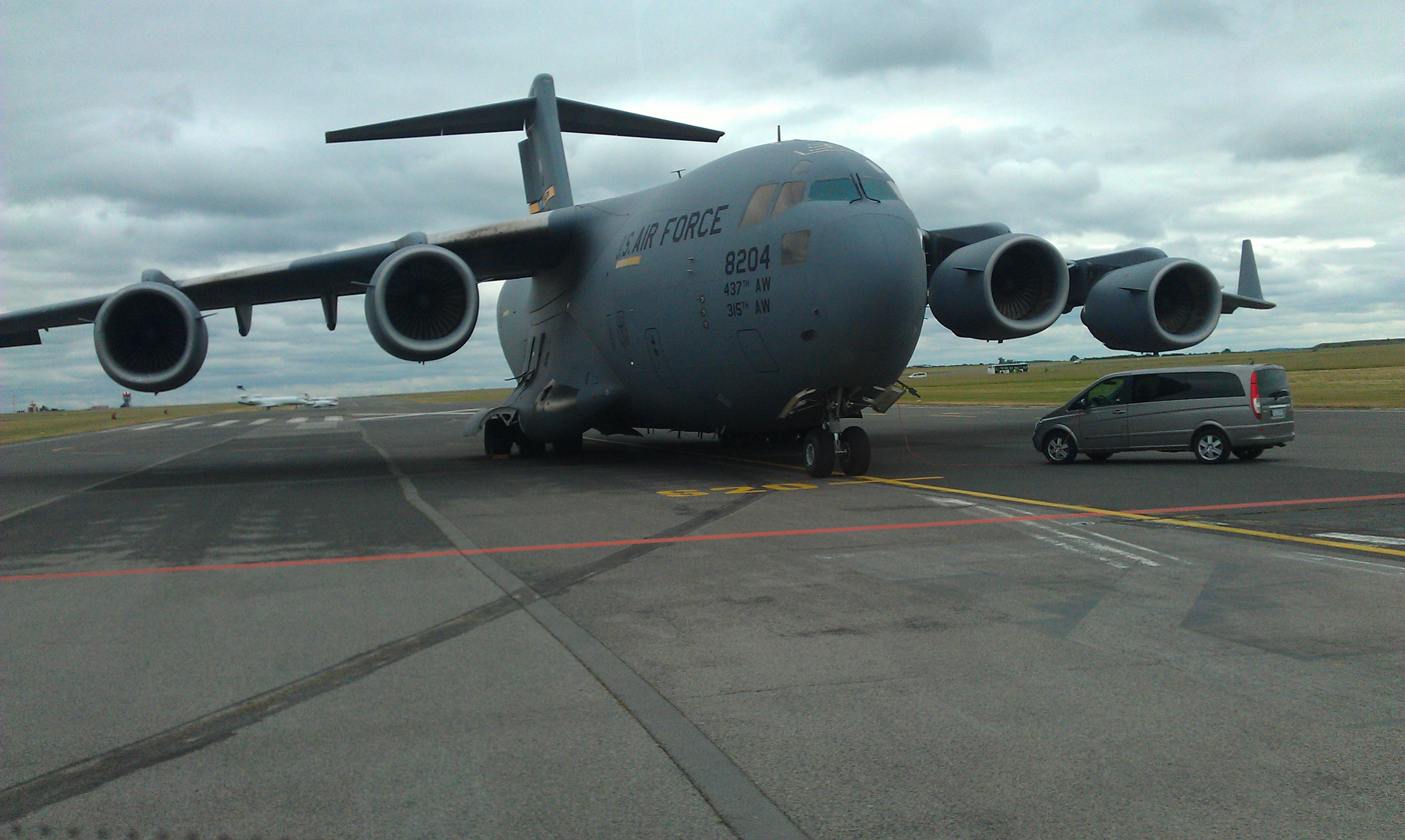
V prvním týdnu června roku 2012 navštívil Petraeus Prahu, zde je jeho letadlo na tehdejším letišti Praha-Ruzyně.

Účastnil se vojenských misí v Bosně a na Haiti. V minulosti velel Mezinárodním bezpečnostním podpůrným silám v Afghánistánu. Od února 2007 do září 2008 se účastnil války v Iráku. Na jejím počátku byl velitelem 101. výsadkové divize Spojených států amerických a posléze byl jmenován vrchním velitelem mezinárodních sil v Iráku.
Po 13 měsících od uskutečnění unikla na veřejnost tajná nahrávka telefonického rozhovoru z dubna 2011 mezi Kathleen T. McFarlandovou z Fox News a Petraeusem. McFarlandová se nejdřív zeptala, „zdali je něco, co by [Fox News] pro něj [a Pentagon] ještě mohla udělat“, a poté mu na přímý pokyn Rogera Ailese, ředitele Fox News, přetlumočila jeho rady, aby z budoucích nabídek nové pozice od prezidenta Obamy nebral nic menšího než místo v radě nejvyššího velení, a v případě, že mu tento post nabídnut nebude, aby do šesti měsíců resignoval a kandidoval proti Obamovi – s tím, že pro tento případ Ailes odstoupí z vedení Fox News a osobně povede jeho kampaň, kterou bude se svými obrovskými zdroji financovat vlastník stanice, miliardář a mediální magnát Rupert Murdoch. Petraeus v rozhovoru tuto nabídku odmítl s vysvětlením, že hodlá jít do CIA, neboť oblast rozvědné služby mocensky roste. Počátkem září 2011 byl jmenován ředitelem CIA. Po více než jednom roce působení v této funkci z ní odstoupil dne 8. listopadu 2012. Důvodem byla jeho manželská nevěra.

## Osobní život
Je ženatý s Holly Knowltonovou, dcerou armádního generála, mají syna Stephena a 
dceru Anne.